# Isabel Pérez Farfante
Isabel Pérez Farfante (1916–2009) va ser una zoòloga cubana especialitzada en la carcinologia. Ella va ser la primera dona cubana que va rebre el seu Ph.D. d'una escola Ivy League. El govern Fidel Castro la va posar en una llista negra i s'exilià als Estats Units. Va ser una especialista en l'estudi dels llagostins. Va publicar l'obra sobre gambes i llagostins titulada: "Penaeoid and Sergestoid Shrimps and Prawns of the World. Keys and Diagnoses for the Families and Genera."
El seu cognom forma part del gènere de llagostins Farfantepenaeus

## Biografia
Isabel Pérez Farfante nasqué el 24 de juliol de 1916 a l'Havana, Cuba. Els seus pares eren d'origen espanyol, concretament d'Astúries i allà la van enviar a estudiar el batxillerat. Farfante assistí a la Universitat Complutense de Madrid, i va tornar a Cuba arran de la Guerra Civil donat que els seus pares eren simpatitzants de la República espanyola. A Cuba va finalitzar el seu batxillerat l'any 1938 a la Universitat de l'Havana. Es va casar amb l'economista i geògraf, Gerardo Canet Álvarez el 1941.
Pérez Farfante va rebre la Beca Guggenheim el 1942 per biologia i ecologia. Aquest premi, junt amb la Beca Alexander Agassiz per oceanografia i zoologia, i una beca de la Woods Hole Oceanographic Institution, la va ajudar a la seva assistència al Radcliffe College. Va rebre el seu màster en biologia l'any 1944. Amb això va ser una de les primeres dones a assistir a la Universitat Harvard. Va aconseguir el seu doctorat a Radcliffe. Durant aquella època es va trobar amb Thomas Barbour a Washington, D.C. que revisà el seu treball.
A Cuba, Pérez Farfante va ser professora de la Universitat de l'Havana fins a l'any 1960. Encara que de primer ella i el seu marit van donar suport a Fidel Castro i al Che Guevara, aviat van entrar en conflicte el nou govern va incloure el matrimoni en una llista negra i van marxar de Cuba.
Pérez Farfante i el seu marit treballaren als Estats Units en la zoologia dels invertebrats i en la seva sistemàtica al laboratori del National Marine Fisheries Service i al National Museum of Natural History (NMNH) de Washington, D.C.
Pérez Farfante es va jubilar l'any 1997, i es traslladà a Key Biscayne, Florida.

## Recerca
Pérez Farfante va fer recerca en la sistemàtica dels crustacis Penaeidae. Anteriorment havia estudiat els foraminifera i els mol·luscs. Va descobrir grans poblacions de gambes al Golf de Batabanó i a Isla de la Juventud.

## Publicacions
- Isabel Pérez Farfante & Brian Kensley. Penaeoid and Sergestoid Shrimps and Prawns of the World: Keys and Diagnoses for the Families and Genera.  Washington, D.C.: National Museum of Natural History, 1997. ISBN 2-85653-510-0.